# 奥兰多魔术
奧蘭多魔術（英語：Orlando Magic），是一支位於美國佛羅里達州奧蘭多的NBA籃球隊，分屬於東區的東南組，主場為起亞中心。球隊的擁有者是Dan DeVos，現任總教練是賈邁爾·莫斯利。

## 歷史

### 早期（1989—1992）
奥兰多魔术在1989年加入NBA。由前費城76人總經理Pat Williams帶領，魔术雇用了Matt Guokas成為球隊的第一位教練。第一個NBA賽季的成績是18勝64負，與其他球隊的第一年成績相當。隨後兩個賽季也不太如意，1990-91年賽季是31勝51負，1991-92年賽季是21勝61負。

### 俠客時期（1992—1996）

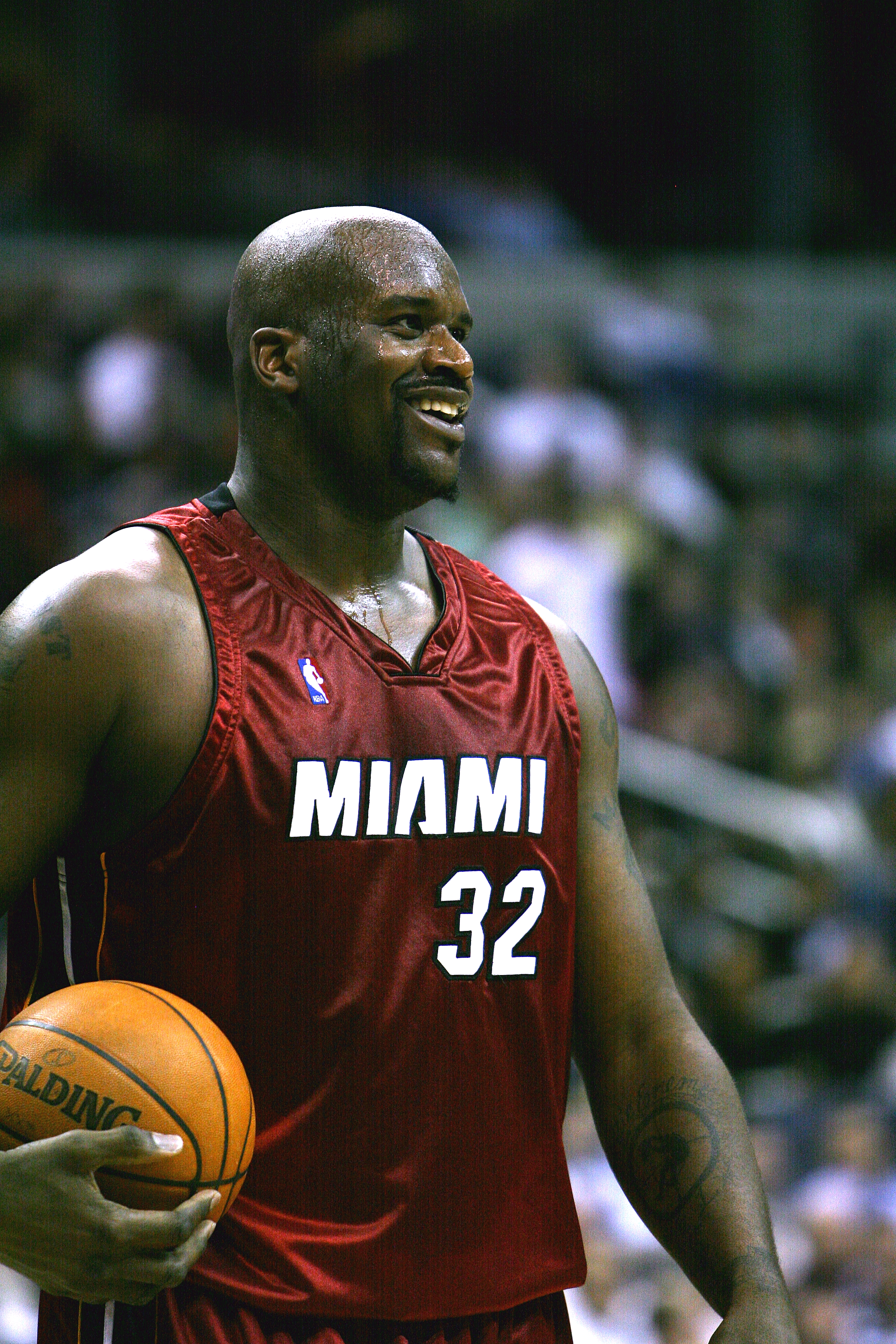
沙奎尔·奥尼尔

魔術在1992-93賽季產生戲劇性變化，球隊獲得新秀狀元的選秀權，他們選中了來自路易斯安那州立大學的沙奎尔·奥尼尔。奥尼尔幾乎是以一己之力，使魔術徹底改變，奥尼尔在新秀賽季，他的每場平均得分達23.4分和每場平均籃板達13.9個，大大增加球隊進攻力量。魔術的成績大有進步，取得41勝41負的成績，但是仍然未能進入季後賽。

#### 安芬尼·哈达威加盟
在1992-93賽季未能進入季後賽，對魔術來說幾乎是利多於弊，因為魔術因此連續第二年得到了新秀狀元的選秀權，魔術選中克里斯·韦伯，並隨即把他交易至金州勇士以換取安芬尼·哈达威。哈达威在第一個賽季每場平均得分達16.0分、每場平均助攻6.6次、每場平均籃板5.4個。得到哈达威的協助，奥尼尔簡直是如虎添翼，成績更比前一賽季出色，在這一個賽季每場平均得分達29.3分和內線平均投籃命中率達60%，帶領魔術首次晉身季後賽，但是在第一圈就被印第安那溜馬淘汰出局。
1994-95赛季，魔术队在「一分錢」哈達威和俠客奥尼尔率领下，取得了东岸最佳的57胜25负。在季后赛中，魔术先后淘汰了波士顿凯尔特人、芝加哥公牛和印第安纳溜馬，最终与西岸冠军休斯敦火箭在总决赛中相遇。总决赛中，年轻的奥尼尔未能抵挡住老练的奥拉祖雲，魔术队在第一场虽然将火箭队逼入了加时赛，但最后仍以118比120失利。此后火箭势如破竹，以4比0横掃。
1995-96赛季，奥尼尔率魔术取得了60胜22负的佳绩，再次进军季后赛，并且打入东岸总决赛。不过，此次奥尼尔面对的是复出的麥可·喬丹所率领的芝加哥公牛，公牛在东部决赛中以4比0淘汰魔术。

### 特雷西·麥克格雷迪與格蘭特·希爾時期（1996—2004）
1996年奥尼尔离开奧兰多转投洛杉矶湖人效力，魔术也开始走向下坡。在接下来的4个赛季，魔术的战绩都不如人意。终于，在2000-01赛季，魔术决定加大投入，试图转入提姆·邓肯（圣安东尼奥马刺）、特雷西·麦克格雷迪（多伦多猛龙）和格兰特·希尔（底特律活塞）从而组成三巨头组合。最后，麦克格雷迪和希尔顺利签约，但邓肯却回心转意，决定留在马刺。
尽管如此，魔术仍然被看作是东部冠军的有利争夺者。然而，希尔一直受到伤病的折磨，大多数的时间只有特雷西·麦克格雷迪孤军奋战。结果，从2000-01赛季到2002-03赛季，魔术都在第一轮不幸出局。2003-04赛季，球队的成绩更是一落千丈，最终迫使球队做出重大改变。特雷西·麦克格雷迪被交易到休斯敦火箭，在交易后，球队成绩依然不见起色。

### 「魔獸」德懷特·霍華德時期（2004—2012）

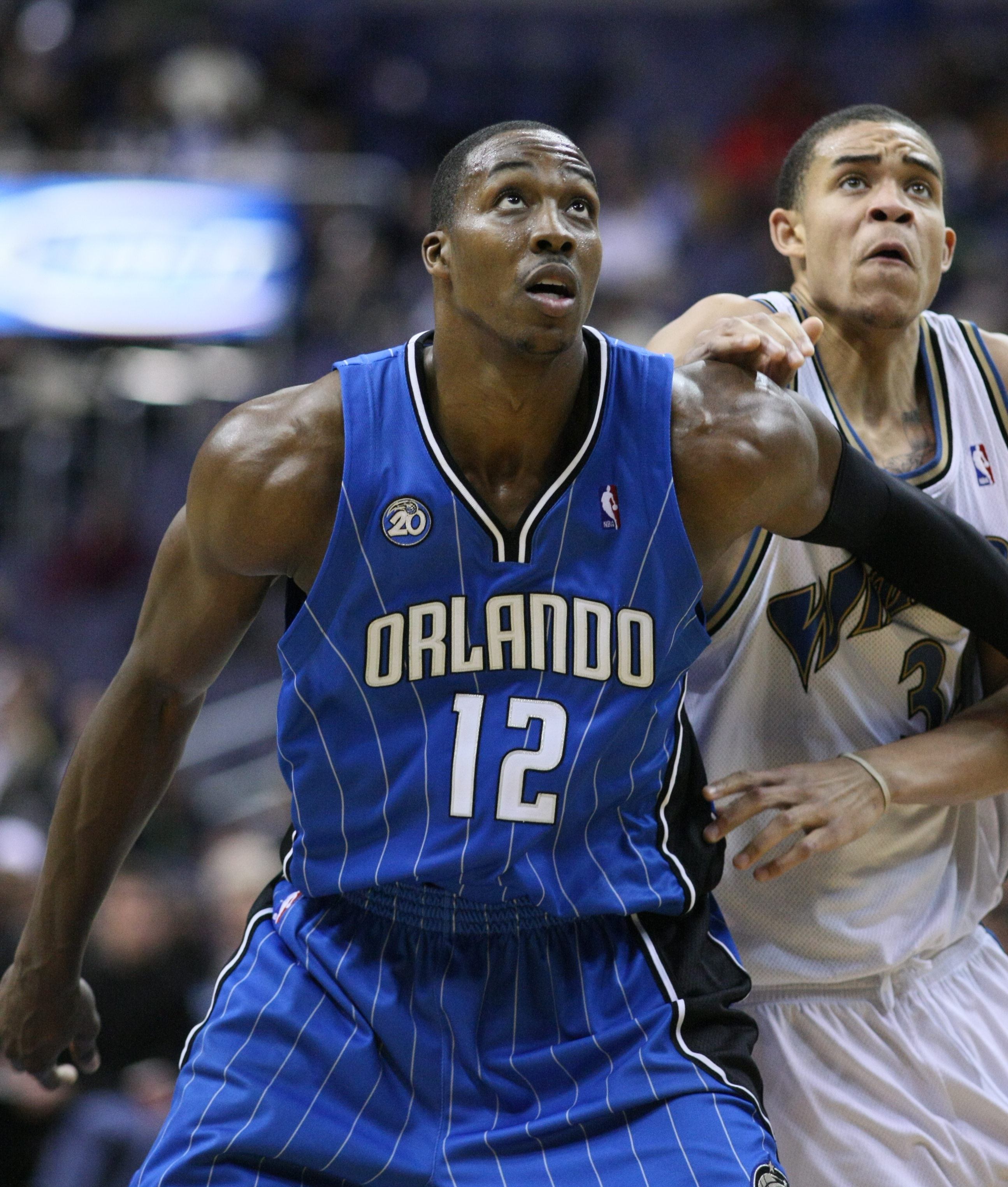
德懷特·霍華德

在2004-05赛季，魔术得到了状元秀德怀特·霍华德，并且围绕他开始重建。经过多年的努力，2007-08赛季，魔术得到自由球员拉沙德·路易斯，并凭借德怀特·霍华德的爆发和希达耶特·特科格鲁的飞速进步，重回东部强队行列。最后，他们以东部第3位重回季后赛。更让人振奋的是，他们在首轮4：1淘汰了多伦多猛龙，打破了10多年不破第一轮的尴尬纪录。不过，魔术队在分区半决赛中遭遇了强敌底特律活塞，最终以1：4被淘汰。
2008-09赛季，魔术在德怀特·霍华德带领下再度打進季後賽，在首輪、分區半決賽4：2和4：3分別淘汰了費城76人跟波士頓塞爾特人，東區決賽對上克里夫兰骑士在第二場遭雷霸龍·詹姆斯絕殺，不過最後仍以4：2獲勝，打进總決賽。这也是魔术的第二次总冠军决赛（相隔十四年），在總決賽中遭遇到洛杉磯湖人，最終以1：4落敗。
2009-10赛季，魔术在德怀特·霍华德带领下再度打進季後賽，在首輪、分區半決賽4：0分別淘汰了夏洛特山貓跟亞特蘭大老鷹，東區決賽遭遇了波士頓塞爾提克苦吞三連敗，縱使之後扳回兩場勝利，最終仍以2：4敗給道格·里弗斯領銜的綠衫軍，無緣挺進2010年NBA總決賽。
2010-11赛季，魔术在德怀特·霍华德带领下再度打進季後賽，在首輪遭遇去年首輪的對手老鷹，這次是2：4遭到老鷹復仇成功。
2011-12赛季，魔术在德怀特·霍华德本季報銷情況下打進季後賽，在首輪遭遇對手印第安那溜馬，雖然先贏得首場比賽，但之後四連敗，連兩年止步首輪。於2012年7月28日，沃恩被任命為新的主教練。他過去兩個賽季聖安東尼奧馬刺助理教練。

### 武切维奇時期（2012—2021）
2012-18：重建期
繼德懷特.霍華德的交易，魔術得到了莫里斯·哈克利斯和尼古拉·武切維奇。 8月29日，魔術簽下了自由球員後衛伊托萬·摩爾。2012年12月2日，霍華德對抗老東家的第一場比賽，魔術以113-103擊敗湖人。
在2013年2月21日，魔術交易J·J雷迪克，伊斯梅爾·史密斯和古斯塔沃·阿永至密尔沃基雄鹿。作為回報，魔術收到本諾 - 尤德里，托比亞斯·哈里斯和新秀多倫.蘭柏。魔術也將約什.麥克羅伯茨交易至夏洛特山貓，換取哈齊姆.瓦里克（兩天後被裁）。魔術在2012-13賽季以20勝62負作收，為當季NBA的最差戰績，自2006年以來第一次無緣季后賽。
2013年6月27日，魔術有選秀權第一輪第二順位。他們用這個樂透簽選擇十大聯盟最佳防守球員：印第安納大學的得分後衛維克托·奧拉迪波。魔術也有第二輪51順位的NBA選秀權。他們用這個選秀權選中來自俄克拉何馬州大學，6尺8寸的前鋒羅梅羅·奧斯比，在NCAA大二賽季於俄克拉何馬場均16分，7個籃板和1.3次助攻，但在本賽季揭幕戰之前被裁掉。
2013-14賽季，魔術在當年選秀中選擇亞倫·戈登、達里奧·薩里奇，然後用薩里奇換來2017年第一輪選秀權和一個第二輪選秀權，並用第十順位選中埃弗里.佩頓，羅伊.德韋恩.馬布爾於第56順位被選中。2015年2月5日，沃恩被解除主教練職務。他的總戰績為58勝158敗。接替他的是臨時主教練詹姆斯·博雷戈到球季結束。
2014-15賽季，尼克和魔術這兩支在東區戰績倒數的球隊交鋒，第二節兩隊進攻完全當機，尼克20投3中只拿到8分，魔術更是19投3中，只有7分進帳，寫下聯盟自1954-55年開始使用24秒進攻時限以來，兩隊單節合計得分最低的紀錄。而單節7分也也追平魔術單節最低得分紀錄，最後尼克80–79險勝。
賽季結束後，5月29日宣布前公鹿總教教練史考特·斯凱爾斯擔任新任魔術總教練，在2016年5月12日斯凱爾斯辭去了魔術的主教練，成為隊史第一位只執教一季就辭職的總教練。
魔術方面，報導指出，在史考特·斯凱爾斯上週辭去總教練後，球團就積極尋找繼任人選，今天就傳出已與法兰克·沃格尔達成4年2200萬美元的協議，
對上東區戰績倒數第3的魔術，公牛顯然不想再讓憾事重演。公牛光是在上半場就取得64比37的巨大領先優勢，最終以122比75輕鬆拿下勝利。公牛拿下本季第40勝，依然排名東區第8，落後第7名的溜馬1場勝差。公牛此戰淨勝分高達47分，追平隊史第3高紀錄，上一次他們能贏對手這麼多分要追溯到1991年2月22日，當時以129比82大勝國王。
2018年4月12日，据著名NBA记者沃納羅斯基爆料，据消息人士透露，魔术已经解雇了主帅沃格尔。2017-18常规赛季，魔术仅仅取得了25胜57负的战绩，排名东部第14。沃格尔从上个赛季开始接手魔术，总共执教了164场常规赛，取得了54胜110负的战绩。
2018-19：重返季後賽
魔術和克利福德簽下四年合約，他將成為魔術隊的新任總教練，2018-19賽季，武切維奇成為繼霍華德以來，首度入選明星賽的魔術隊球員。2019年4月7日，魔術自2011-12 NBA賽季以來首次進入季后賽席位。 此外，他們自2009-10 NBA賽季以來首次成為東南賽區冠軍。
魔術以42勝40敗的成績，東區第7種子的身分前進季後賽，對上第2種子的多倫多暴龍。
季後賽第一戰，魔術靠著後衛D·J·奥古斯汀狂飆25分包括最後關頭的關鍵5分，終場104比101擊敗東區第2的暴龍搶得好彩頭。
系列賽首戰投進致勝三分球的魔術後衛D·J·奥古斯汀，第二戰打得掙扎，前5投盡墨，全場僅拿9分，全隊以葛登20分最佳，替補的泰隆斯·羅斯15分，球隊以82：111慘敗。
洛斯攻下魔術陣中最高的24分、3籃板，武切維奇繳全隊次佳22分、14籃板，球隊93：98差點上演大逆轉，季後賽首輪1：2落後。
葛登獲得魔術陣中最高的25分，伊凡·富尼耶攻下19分，武切維奇則有11分入袋，但球隊一路落後，最終85比107敗給暴龍，在季後賽首輪面臨被淘汰。
魔術團隊命中率僅38.6%，得分最高是奧古斯丁的15分，洛斯12分，葛登11分7籃板，佛尼爾10分；替補的柏曲拿到9分11籃板4阻攻。主力中鋒武切維奇僅6分7籃板，最終96比115敗給暴龍，在季後賽首輪遭到淘汰。
2019-20：連續兩年季後賽
2019-20 N賽季，魔術成功拿到最後一張季後賽門票，第一輪碰上密爾瓦基公鹿。
季後賽第一戰，魔術中鋒武切維奇砍下全場最高分35分和14籃板，板凳悍將羅斯拿下18分，克拉克貢獻15分，D·J·奥古斯汀同樣從板凳殺出，繳出11分11助攻表現，幫助魔術在這場比賽大部分時間都保持領先優勢，於7戰4勝的系列賽以122比110爆冷擒下第一種子公鹿隊。
第二戰，魔術被公鹿展現銅牆鐵壁防守，首節壓迫到僅23投3中，只是魔術並非省油燈，發揮堅強韌性，第4節又咬到10分內，然而此後公鹿3分砲火連發，最終魔術以96比111落敗，系列戰1平。
魔術以替補後衛D·J·奥古斯汀的24分表現最佳，尼古拉·武切維奇和洛斯則分別拿下20分。最終107比121敗給公鹿，首輪系列賽以1比2居於劣勢。
魔術中鋒尼古拉·武切維奇表現依然亮眼，獨拿31分、11籃板和7助攻，但魔術106比121再度敗給公鹿，首輪系列賽1比3瀕臨淘汰邊緣。
先前公鹿領頭罷賽表達訴求，甚至傳出願意接受遭宣判輸球的代價，讓系列賽變為3比2，但魔術並未接受此安排，最後官方也宣佈季後賽順延，當季後賽正式重啟後，魔術最終以104比118遭到公鹿淘汰，首戰贏球後4連敗結束球季。
2020-21：武切維奇時代結束、與克里夫決定分手
2021年3月25日，據記者沃納羅斯基報導，魔術隊將武切維奇及艾爾-法魯克·阿米努交易至公牛隊，換取溫德爾·卡特、奧托·波特及兩個首輪選秀權，並將伊凡·富尼耶交易至賽爾提克，換取兩個次輪選秀權。
2021年6月6日，魔術官方宣布將進入重建，因此克利福德跟球隊達成協議決定分手。

### 再度重建期（2021—）
2021年7月6日，魔術官方宣布，由達拉斯獨行俠助理教練Jamahl Mosley以四年合約，成為魔術隊的新任總教練。
2022年2月10日，根據《ESPN》知名記者沃納羅斯基的報導，塞爾提克和魔術傳出達成交易協議，將把多齊爾、波爾·波爾、一個二輪選秀權和現金送出，換來一個二輪選秀權，透過這筆交易，塞爾提克團隊薪資將會低於豪華稅門檻，同時分別獲得210萬美元和190萬美元的交易特例。
2023年，原先擔任球隊助理總經理Anthony Parker則升任總經理，接替下賽季轉任高級顧問John Hammond。
2024年3月11日，魔術宣布與總教練莫斯利再續4年合約，直到2027至28年球季結束。
2023-24賽季，例行賽最終成績為47勝35負，排名為東區第五，晉級季後賽；首輪對決東區第四種子克里夫蘭騎士，系列賽兩隊在主場各拿3場勝利，讓前六戰打完形成3比3的平手局面，將進行一戰定生死的「第七戰」，最終魔術94：106落敗，系列賽以3：4的成績，無緣次輪。
2024-25賽季，例行賽最終成績為41勝41負，排名為東區第七，附加賽中以120：95大勝第8種子亞特蘭大老鷹，晉級季後賽，首輪以1：4不敵東區第二種子波士頓塞爾提克，止步首輪。

## 退役球衣號碼
| 奧蘭多魔術 退役球衣号码球员 |             |      |            |
| 背號                        | 球员        | 位置 | 時間       |
| 32                          | 俠客·歐尼爾 | 中鋒 | 1992－1996 |

## 賽季紀錄
奧蘭多魔術賽績列表

## 主場場館
- 安利競技館（Amway Arena，1989年至2010年）
- 安麗中心（Amway Center，2010年至今）

## 外部連結
- 官方網站 （页面存档备份，存于）（英文）